# منير جمعة
منير جمعة (1967 -) هو أستاذ جامعي ومؤلف وداعية إسلامي مصري.

## حياته ونشأته
الشيخ الدكتور منير جمعة أحمد محمد (1967 القاهرة -)
- ليسانس لغة عربية ــ كلية الآداب جامعة عين شمس 1989
- ليسانس أخرى من كلية الشريعة بالأزهر الشريف بالقاهرة 1998
- ماجستير في غريب القرآن 1996
- دكتوراه في معانى القرآن 2005
- ماجستير أخرى في الشريعة من كلية الحقوق جامعة عين شمس 2007

## مسيرته[2]
- معيد بكلية الأداب - جامعة المنوفية 1989
- مدرس مساعد بكلية الأداب - جامعة المنوفية 1996
- مدرس بكلية الأداب - جامعة المنوفية 2005
- أستاذ زائر بجامعة غوتينغن بألمانيا 2006 ـ 2008
- أستاذ مساعد بجامعة أم القرى 2008 - 2012

أحد أصحاب برامج الفتوى بقناتى الناس والحافظ المصريتين
مشارك بصفحات الفتوى بموقعى إسلام أون لاين ،وأون إسلام
الأستاذ بكلية الأداب بجامعة المنوفية بمصر ورئيس لجنة الدعوة بالجمعية الشرعية الرئيسية بالقاهرة، وعضو هيئة كبار علماء الجمعية الشرعية الستة ونائب رئيس اتحاد العلماء والدعاة بألمانيا سابقاً ، وعضو الاتحاد العالمي لعلماء المسلمين. وأستاذ مساعد في جامعة أم القري بالسعودية قسم اللغة العربية وأدابها سابقاً.

### عضويات
- عضو مؤسس بالمجلس العالمى للغة العربية ببيروت منذ 2003
- عضو هيئة كبار العلماء بالجمعية الشرعية الرئيسية بالقاهرة سابقا
- مقرر لجنة الدعوة بالجمعية الشرعية بالقاهرة 2005 ـــ2007
- نائب رئيس هيئة العلماء والدعاة بألمانيا الاتحادية 2003 ـــ2008
- عضو مؤسس بالاتحاد العالمى لعلماء المسلمين
- عضو رابطة علماء أهل السنة

## مؤلفاته
- معانى القرآن في التراث العربي دراسة في المنهج والمصادر دار بلنسية بالقاهرة 2005
- معانى القرآن في التراث العربي ـدراسة صوتية ـ دار بلبسية 2006
- زادنا في رمضان ـ دار بلنسية 2005
- المواطنة...رؤية شرعية ـ مجلة كلية آداب المنوفية 2007
- المواطنة وسياقاتها في التجربة الإسلامية ـــ مجلة رواق عربى ـ مركزالقاهرة لحقوق الإنسان 2008